# Дяволското гърло (сериал)
Вижте пояснителната страница за други значения на Дяволското гърло.
„Дяволското гърло“ е български криминален драматичен сериал на Нова ТВ създаден по идея на Александър Чобанов, реализиран от екипа на Дрийм Тийм Филмс. Сериалът разказва историята на криминално разследване на ужасяващи убийства, които се случват в Смолянска област. Заснет е почти изцяло в Родопите. Премиерата на сериала е на 28 февруари 2019 г. Продуценти са Евтим Милошев и Иван Спасов.
Освен разследването на тежките престъпления и известна доза мистика, сериалът акцентира и върху важни социални и общочовешки проблеми като приятелство, любов и предателство. Засегнати са и теми като съжителството на различни етноси, както и бежанският въпрос.
Ролята на разследващия полицай от Смолян е поверена на Владимир Карамазов, а Теодора Духовникова му помага в ролята на криминален профайлър, изпратен от София.
Режисьор по монтажа е Виктория Радославова, а оператори са Мартин Балкански и Борис Славков. Консултант на сценаристите на продукцията е известният криминален психолог Росен Йорданов.

## Актьорски състав

### Сезон 1
- Владимир Карамазов – Филип Чанов, разследващ полицай от Смолян.
- Теодора Духовникова – Миа Язова, агент на ДАНС, профайлър, изпратена от София. Вдовица с една дъщеря (Диана), за която няма време да се грижи.
- Валери Йорданов – Манол Попнеделчиев (Попето), колега полицай на Филип, дръпнат по характер, но винаги успява да получи информацията, която търси.
- Стоян Радев – Красимир Каров, колега полицай на Филип, с голям стаж, лошо здраве и голямо дете.
- Васил Банов – Димитър Чанов, местният окръжен прокурор, баща на Филип (и Асен), смятан за много влиятелен на местно ниво.
- Диана Димитрова – Камелия, любовница на Петър Каракехайов
- Павела Апостолова – Диана Язова, дъщеря на Мия
- Лидия Инджова – Донка Чилингирова, колега полицайка на Филип
- Христо Петков – Асен Чанов, хижар, брат на Филип
- Димитър Николов – Славчо, колега полицай на Филип, прехвърлен от Пловдив. Момче за всичко за колегите си.
- Рада Кайрякова – Емилия
- Стефан Денолюбов – Патолог/Съдебен лекар
- Йосиф Шамли – Иван
- Калоян Христов – Антон, изгубеното момче
- Мак Маринов – Лазар
- Деляна Хаджиянкова – Мария Чанова, съпруга на Димитър Чанов, майка на Филип Чанов и Асен Чанов

### Сезон 2
- Владимир Карамазов – Филип Чанов, разследващ полицай от Смолян,  занимава се с пиянство.
- Теодора Духовникова – Миа Язова, агент на ДАНС, профайлър, изпратена от София.
- Мариан Вълев – Явор Тороманов, началник на полицията в Търново, старши комисар.
- Димо Алексиев – Димитър Харитонов, разследващ полицай
- Христина Апостолова – Гергана Заимова, разследващ полицай
- Веселин Петров – Грудов, разследващ полицай, комисар
- Николай Николаев – Пенко Илчев, разследващ полицай
- Ирмена Чичикова – Дора Язова, съдебена лекарка
- Асен Блатечки – Симеон Десподов, бизнесмен.
- Рая Пеева – Кънчарова, журналистка, любовница на Десподов.
- Павел Иванов – кмет на Велико Търново.
- Симеон Лютаков – Кавалджиев, прокурор, любовник на бившата жена на Харитонов.
- Александър Тонев – Фичето, работник в музея и библиотеката.
- Тони Наумовски – Кърджиев, библиотекар, директор на Археологическия музей.
- Калоян Трифонов - Кокалчето, брат на Фичето.
- Атанас Каракехайов - Експерт Николов

## Сюжет

### Сезон 1
Агентът на Държавна агенция „Национална сигурност“, Миа Язова, разследва бежански канал в Смолян и попада в разгара на разследване: неин главен заподозрян е бил зверски убит. Миа решава да помогне на комисар Филип Чанов, който се занимава със случая. Отначало Филип не е въодушевен от намесата ѝ, но постепенно открива, че уменията ѝ в криминологията и разпитите могат да бъдат много полезни. Той и Миа се сближават. Открита е втора жертва, а Миа открива, че арестуваният бежанец не е извършителят. Изчезва дете, появява се трети труп. Примката се затяга и близките на Филип стават заподозрени. Дъщерята на Миа се запознава с местен младеж, който може да се окаже свързан с престъпленията. Миа и Филип трябва да работят в екип и да не пропускат нито една следа, ако искат да открият убиеца. Но дали са готови за истината?

### Сезон 2 (Есента на демона)
Събитията се случват 4 години след събитията в 1 сезон. Миа Язова е отстранена от ДАНС. Тя заминава за Велико Търново, където чете лекции пред студентите от Военния университет. След една нейна лекция тя уж случайно среща Филип, но изглежда, че срещата им изобщо не е случайна, а напротив, някой се опитва да ги събере. По същото време в града се случват поредица от брутални убийства на високопоставени в града хора. По изключително страховит начин загиват влиятелни хора, свързани с политиката. Убиецът не просто ги умъртвява, а изпраща послания. Сред методите му са разпъване на кръст, набиване върху пирамида, обесване, тъпчене на устата на жертава с горещо олово и сваряване жив. Миа и Филип започват разследване, което първоначално среща съпротивата на местната полиция и кметът на Велико Търново. Впоследствие започват да работят заедно. Убиецът ще се окаже изцяло неочакван, а причината за ужасяващите убийствата се корени дълбоко в миналото.